# 10 vendémiaire
10 jour complémentaire 10 brumaire
Le décadi 10 vendémiaire, officiellement dénommé jour de la cuve, est le 10e jour de l'année du calendrier républicain.
C'était généralement le 1re jour du mois d'octobre dans le calendrier grégorien.